# Herend porslinsfabrik

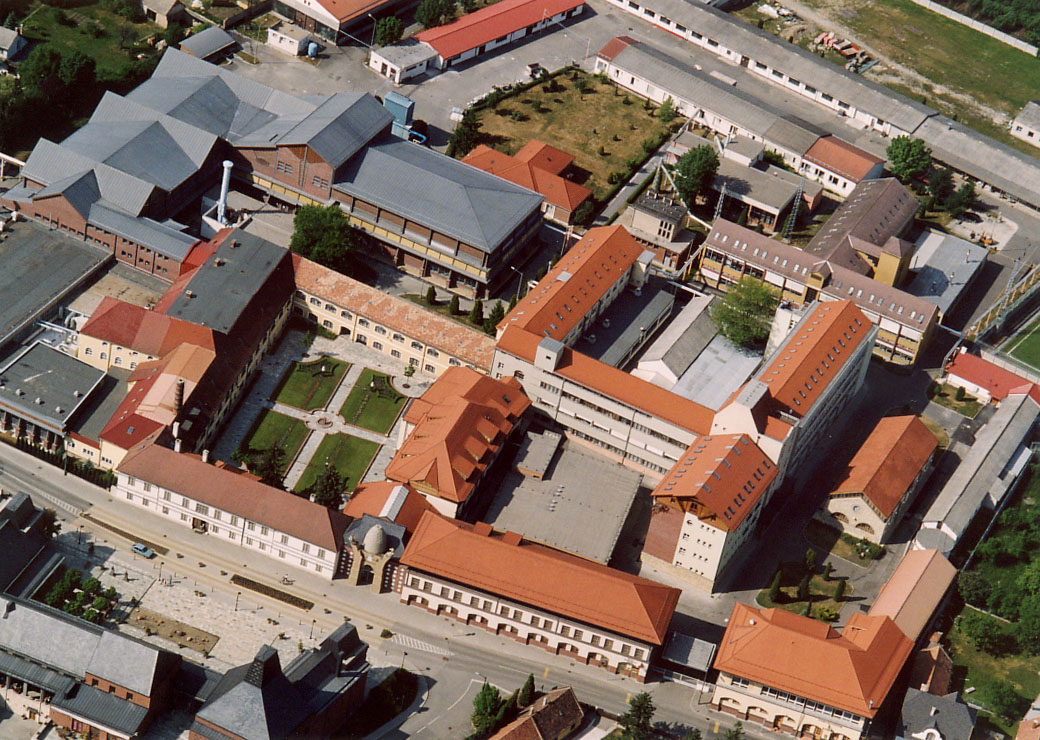
Herends porslinsfabrik

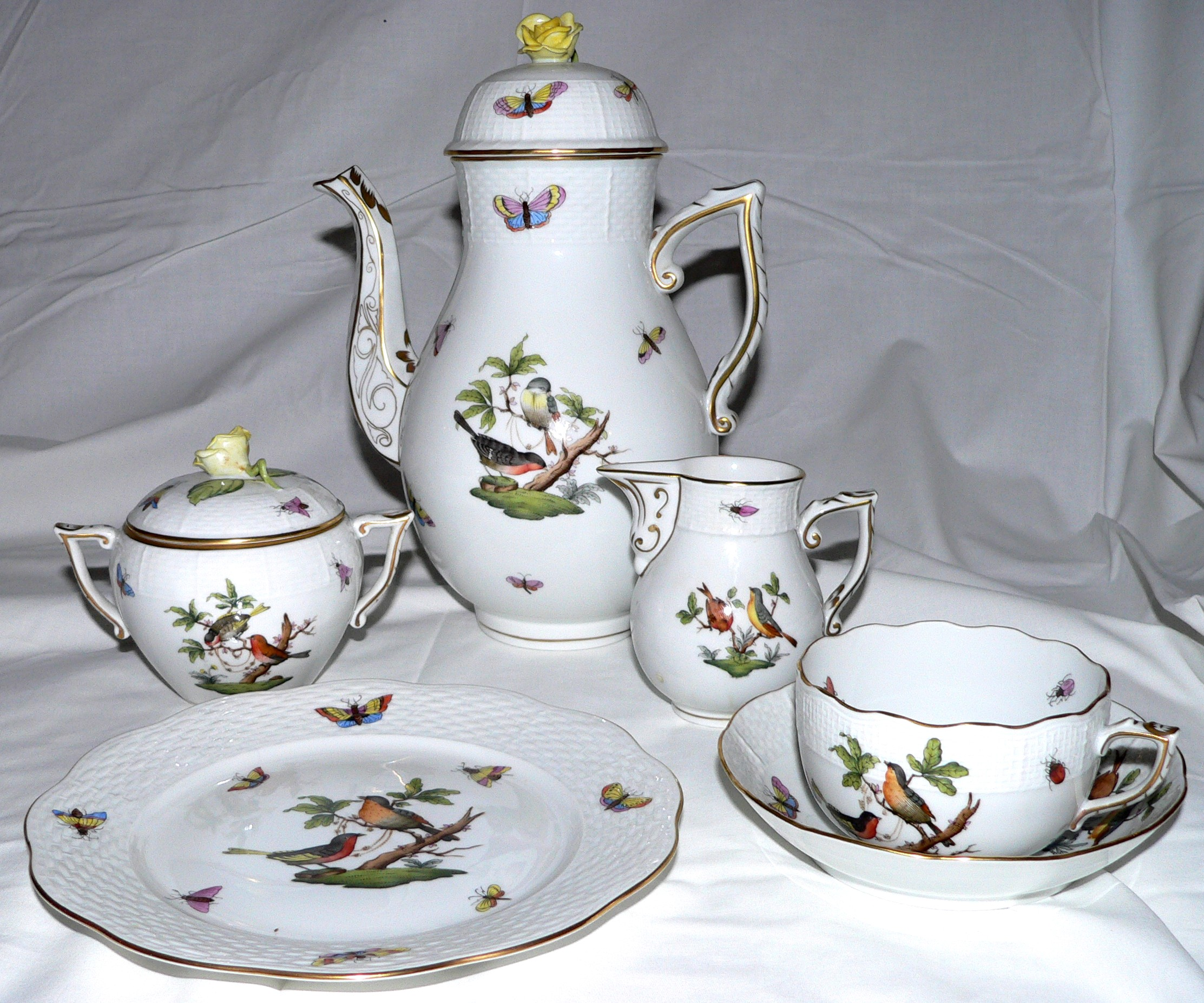
Kaffeservis av Herend

Herend porslinsfabrik (på ungerska Herendi Porcelánmanufaktúra Zrt.) är en ungersk porslinsfabrik specialiserad på exklusivt handmålat porslin. Under andra halvan av 1800-talet och fram till första världskriget var Herend hovleverantör till den habsburgska kejsaren.

## Historia
Herend grundades 1826 av Vince Stingl som en keramisk fabrik för lergods. Vince Stingl utförde dock även experiment med porslinstillverkning men hans finanser tog slut och han kom på obestånd. Hans långivare Mór Fischer tog över kontrollen av fabriken 1839 och hade ambitiösa idéer och startade en mer konstnärlig porslinstillverkning. Hans ambitioner vann den ungerska aristokratins uppskattning redan 1840. Han fick även internationellt erkännande vid flera utställningar såsom vid Wienutställningen 1845, Londonutställningen 1851, Exhibition of the Industry of All Nations i New York 1853 och Världsutställningen 1855 i Paris. Ett bevis för detta var de beställningar som gjordes av flera kungliga hov såsom Drottning Victoria, Kejsar Franz Joseph och Kejsar Maximillian av Mexiko. År 1865 blev Mór Fischer adlad och fick namnet Farkasházy.
Efter en tids nedgång fick Herend en ny storhetstid under ledning av Mór Fischers barnbarn Jenö Farkasházy. Under mellankrigstiden fortsatte tillverkningen av de olika serierna uppkallade efter de första stora kunderna såsom Queen Victoria, Esterházy, Batthyány, Rothschild och Apponyi samt figuriner efter design av kända ungerska konstnärer. Efter det sovjetiska maktövertagandet förstatligades Herend 1948. Efter murens fall privatiserades Herend 1993.
Idag har Herend en ambition att vara ett ledande företag för exklusivt handmålat porslin av högsta kvalitet som vårdar sin historia och konstnärstraditioner.

## Produktion
Herendporslinet tillverkas av äkta porslin bestående av kaolin, fältspat och kvarts. Efter rengöring, dekorering och torkning bränns det först vid 830 grader. Efter glasering bränns godset igen vid 1410 grader, vilket resulterar i ett vitt halvgenomskinligt porslin. Beroende på om porslinet handmålas med färg eller förgylls bränns det ytterligare en eller två gånger.